# Wiktor Grudziński
Wiktor Grudziński (ur. 9 kwietnia 1978 w Stargardzie Szczecińskim) – polski koszykarz występujący na pozycji centra, po zakończeniu kariery zawodniczej – trener pierwszoligowej Spójni Stargard w latach 2015 do 2016; od 2016 r. wiceprezes ds. sportowych w Spójni Stargard; od 27 listopada 2022 r. ponownie jako zawodnik PGE Spójni II Stargard; dyrektor sportowy Spójni Stargard (2024–2025); od 31 lipca 2025 r. dyrektor Ośrodka Sportu i Rekreacji w Pyrzycach.

## Życiorys
Wiktor Grudziński karierę koszykarską rozpoczął podczas szkolenia w Młodzieżowym Ośrodku Sportowym w Stargardzie. Jako wychowanek Spójni Stargard pierwsze mecze w seniorskiej koszykówce rozgrywał w 1996 roku w barwach stargardzkiego klubu, następnie w Sokole Międzychód, by ponownie powrócić do Spójni w 1998 roku, gdzie grał kilka lat za czasów jej obecności w ekstraklasie. W 2001 roku odszedł do Polonii Warszawa; kolejne etapy jego kariery to Stal Ostrów Wielkopolski (2003–2004), Czarni Słupsk (2004–2005), Turów Zgorzelec (2005–2006) i Anwil Włocławek (2006–2008).

W 2008 r. powrócił do Spójni, by walczyć z nią w II lidze – wcześniej regularnie występował w ekstraklasie. W tym samym roku, po awansie stargardzian do I ligi przedłużył kontrakt z zamiarem walki o awans do najwyższej klasy rozgrywkowej, gdzie grał do 2014 i tutaj zakończył koszykarską karierę. 18 stycznia 2014 Wiktor Grudziński rozegrał ostatni mecz o ligowe punkty w barwach Spójni z AZS Kutno (60:90), rzucił 2 punkty. W Spójni rozegrał 299 meczów, zdobył 1808 punktów. Występował na pozycji centra. Do zakończenia kariery przyczyniła się choroba alkoholowa, która także wpłynęła na jego życie osobiste. 29 czerwca 2014 r. zakończył oficjalnie karierę sportową na swoim benefisie, gdzie jego drużyna, składająca się z wychowanków Spójni i zawodników obecnie lub w przeszłości występujących w stargardzkiej drużynie, pokonała „resztę świata” 86:84 w której zagrali: Filip Dylewicz, Michał Ignerski, Robert Witka, Łukasz Seweryn, Marcin Sroka, Zbigniew Białek, Kamil Michalski, Paweł Szcześniak i znany w Stargardzie Robert Morkowski. W stargardzkiej drużynie zagrali: Wiktor Grudziński, Dominik Grudziński, Rafał Bigus, Piotr Stelmach (koszykarz), Hubert Mazur, Arkadiusz Soczewski, Jerzy Koszuta, Piotr Ignatowicz, Tomasz Świętoński i Andrzej Molenda. Zwycięski zespół poprowadzili trenerzy Tadeusz Aleksandrowicz i Krzysztof Koziorowicz, a „resztę świata” Andrzej Kowalczyk i Dariusz Szczubiał. Kończąc karierę, podczas swojego benefisu Wiktor Grudziński powiedział:

Kiedyś, gdy przechodziłem ze Spójni do Polonii Warszawa powiedziałem, że będę chciał wrócić do stargardzkiego klubu, by w nim zakończyć sportową karierę. Te plany udało się spełnić. Pamiętam, gdzie stawiałem pierwsze kroki w koszykówce i dlatego chciałem, by moim ostatnim klubem była Spójnia. Koszykówka to moje życie, a Spójnia jest w moim sercu.

Wiktor Grudziński w okresie 2002–2006 rozegrał 17 meczów w reprezentacji Polski.
W 2015 r. został wiceprezesem ds. sportowych oraz trenerem I ligowego zespołu koszykarskiego Spójni Stargard. Od lutego 2016 r. był asystentem trenera Krzysztofa Koziorowicza, do 15 września 2017 w stargardzkim zespole. 27 listopada 2022 powrócił do gry jako zawodnik PGE Spójni II Stargard. 19 grudnia 2022 w hali OSiR Stargard poprowadził zajęcia pod hasłem „Wiktor Grudziński camp”, gdzie młodzież ze Stargardu trenowała pod jego kierunkiem, a także obecnych koszykarzy i trenerów PGE Spójni Stargard. 
W roku 2023 uczestniczył w obchodach 60-lecia ZSBT z okazji których zagrał w meczu z okazji 60-lecia stargardzkiej budowlanki. 30 września 2023 uczestniczył w spotkaniu byłych koszykarzy, trenerów i działaczy Spójni Stargard, którym jako gościom honorowym wręczono przed meczem z Eneą Abramczyk Astorią Bydgoszcz pamiątkowe statuetki z napisem „Przyjaciel Klubu”.
Z dniem 2 lipca 2024 r. objął stanowisko dyrektora sportowego klubu PGE Spójnia. Od 31 lipca 2025 r. dyrektor Ośrodka Sportu i Rekreacji w Pyrzycach.

## Osiągnięcia
Drużynowe
- Wicemistrz Polski (1997, 2006)
- Zdobywca pucharu Polski (2007)
- Finalista pucharu Polski (2005)
- Awans do I ligi ze Spójnią Stargard Szczeciński (2009)

Indywidualne
- Powołany do udziału w meczu gwiazd I ligi (2010)[15]

## Odznaczenia i wyróżnienia
Wiktor Grudziński był odznaczany: 
- Brązowa Honorowa Odznaka PZKosz
- Srebrna Honorowa Odznaka PZKosz
- Medal 60-lecia koszykówki zachodniopomorskiej (2009)[19]
- specjalny medal za zasługi dla polskiej koszykówki Polskiego Związku Koszykówki (2014)[20]
- Złota Honorowa Odznaka PZKosz (2019)[21]
- medal Polskiego Związku Koszykówki (2024)

## Wybrane ekstraklasowe składy Wiktora Grudzińskiego

### Sezon 1996/1997 (PLK - wicemistrzostwo)
W sezonie 1996/1997 (wicemistrz Polski) rozegrał w Stargardzie Szczecińskim 8 spotkań i przeniósł się do Sokoła Międzychód

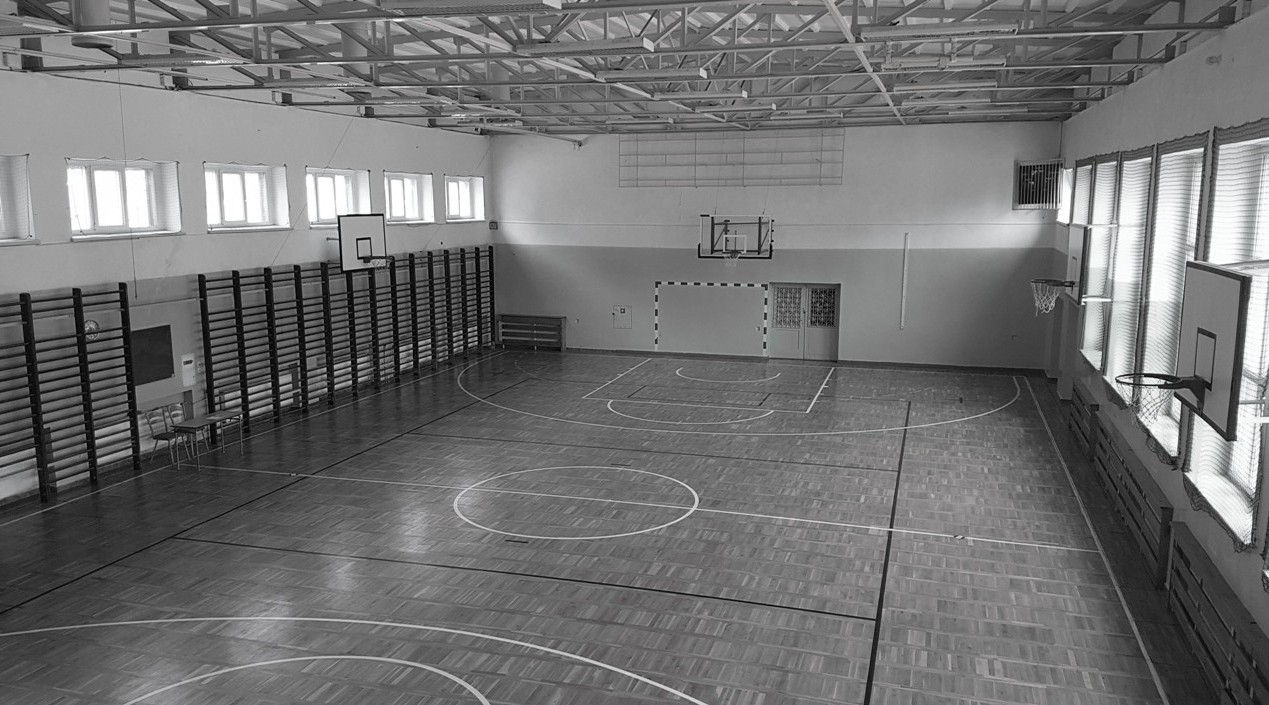
Sala gimnastyczna jego szkoły podstawowej

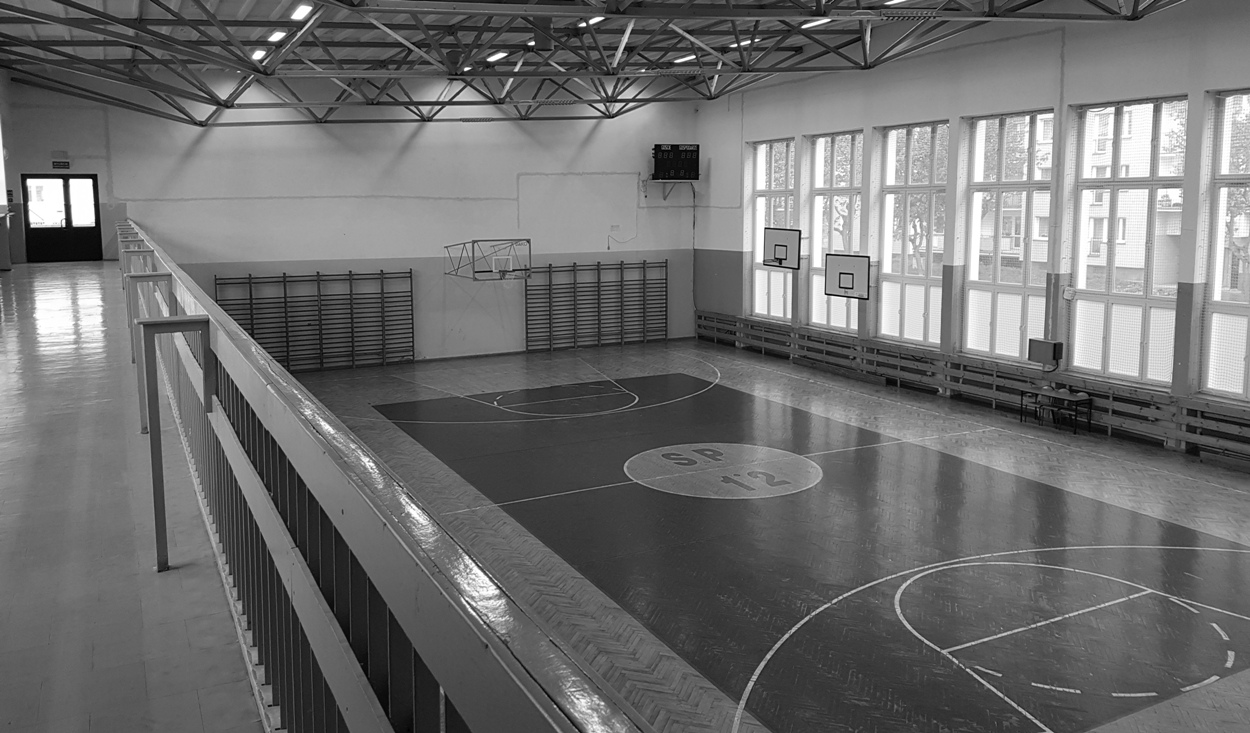
Grudziński i jego pierwsze mecze w sali gimnastycznej Szkoły Podstawowej nr 12

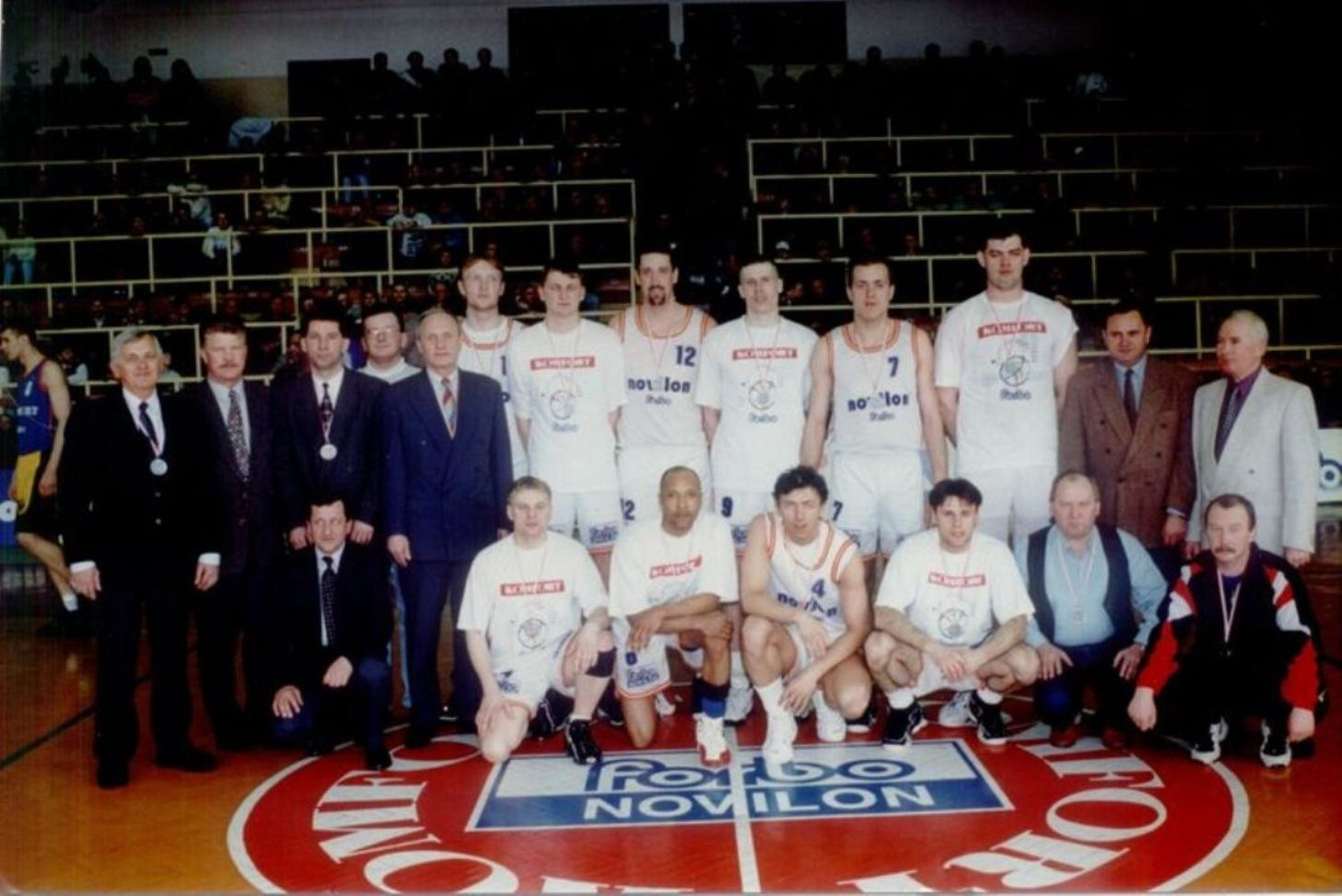
Grudziński w 1996 był w Spójni

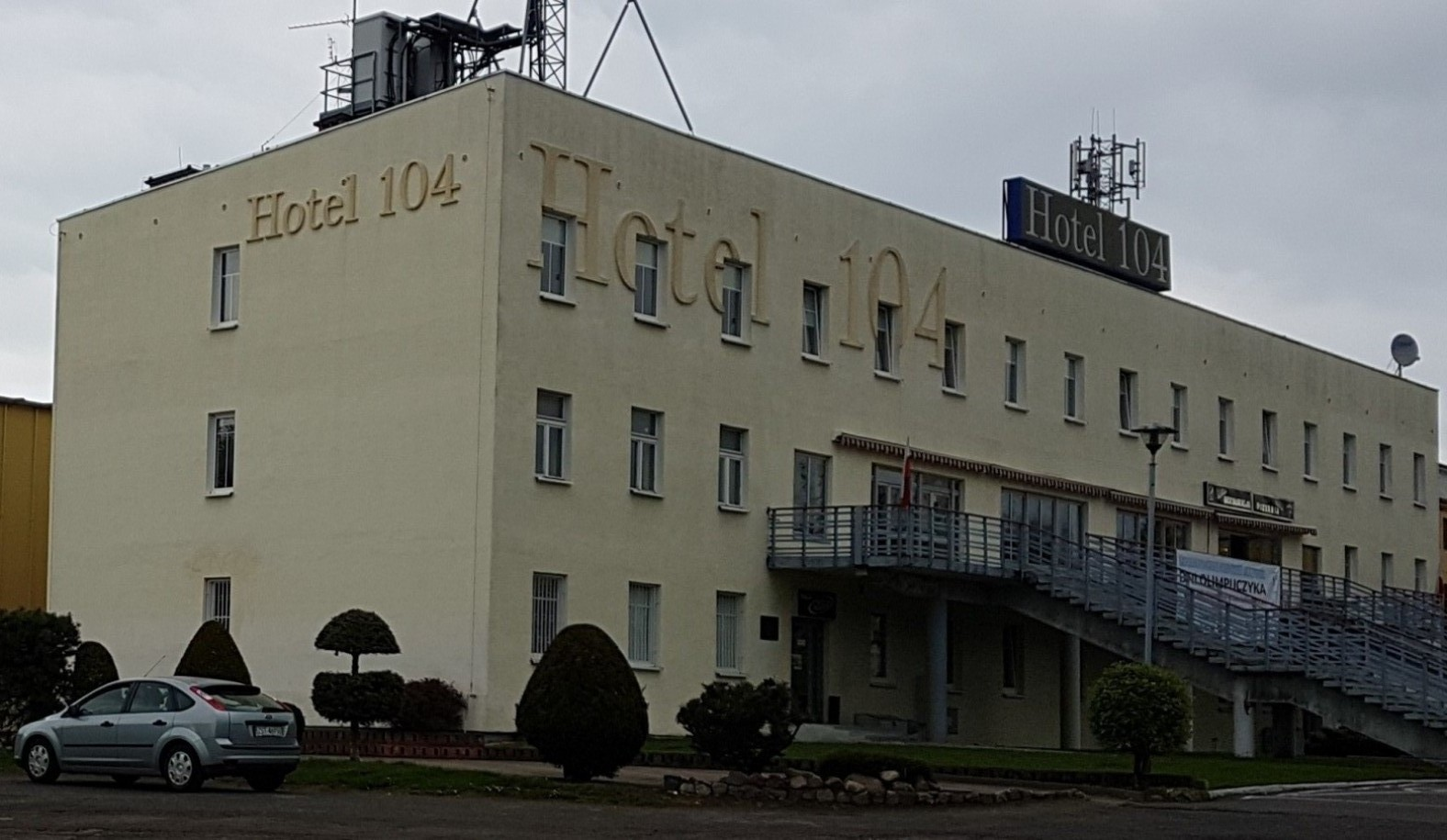
Grudziński w tej hali rozgrywał mecze

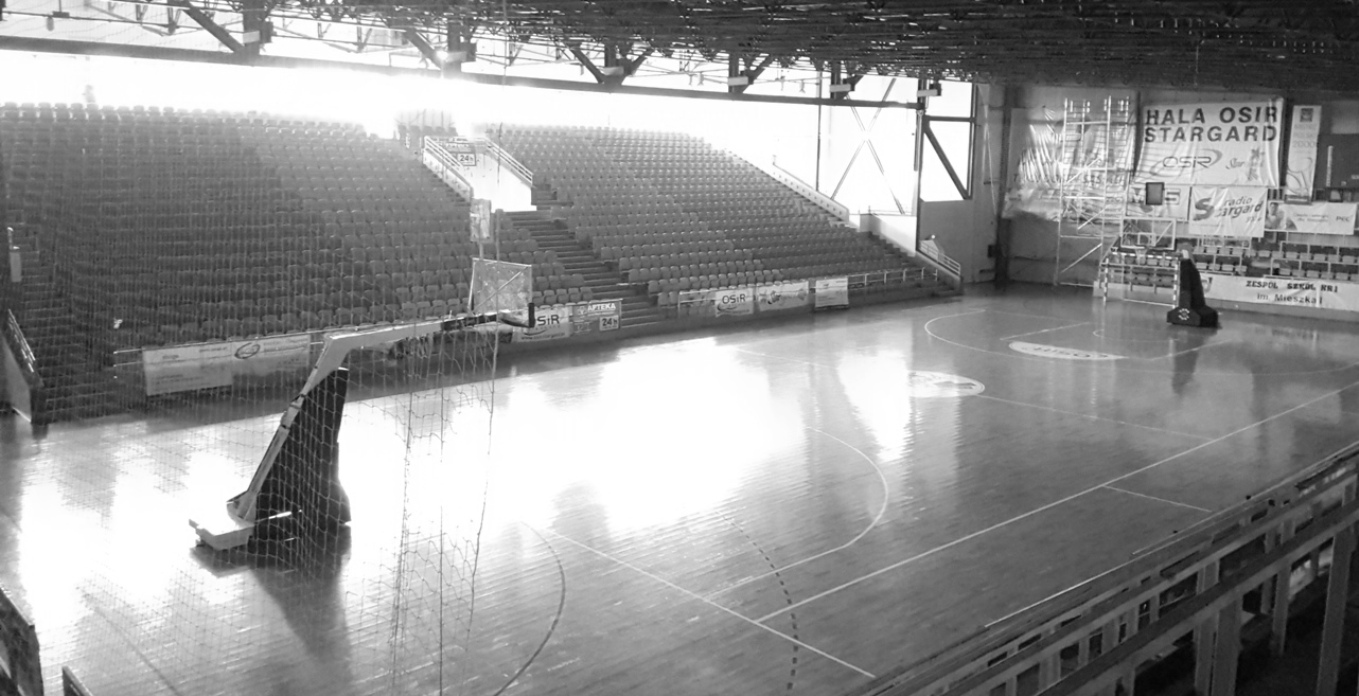
Grudziński w tej hali rozgrywał mecze

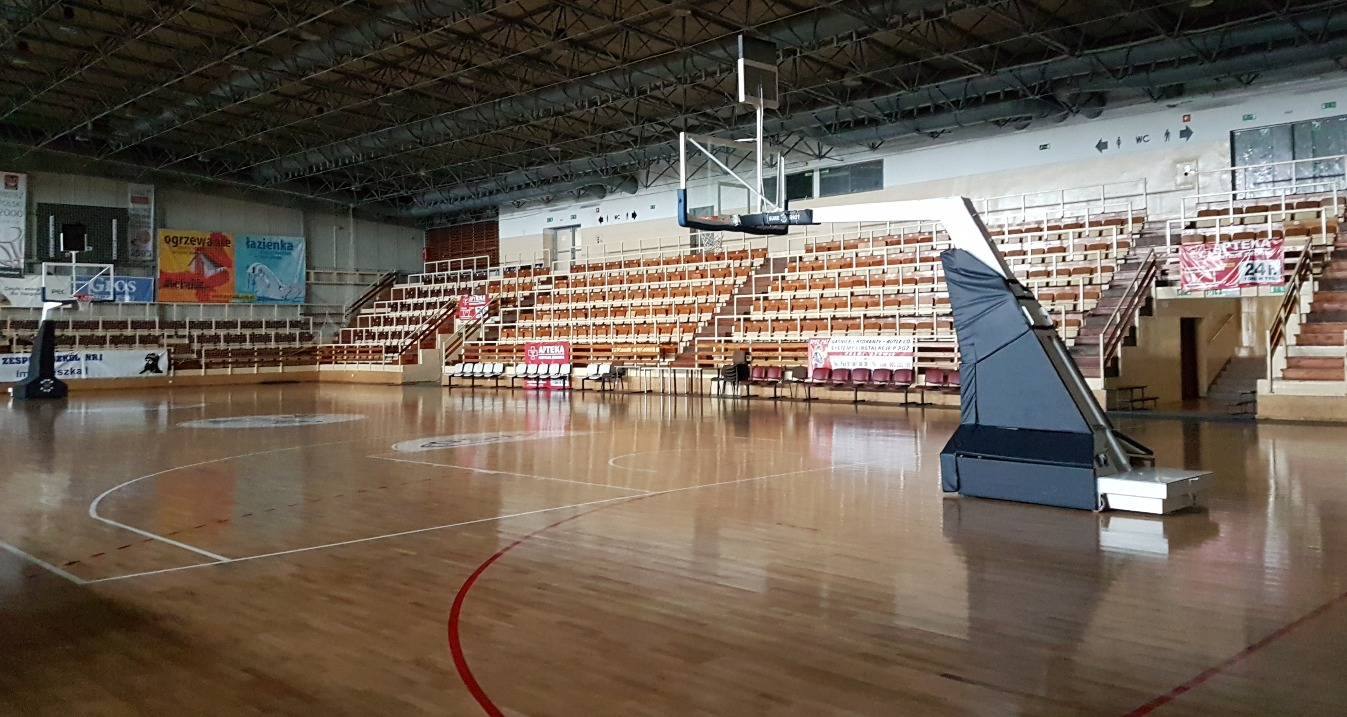
Hala sportowa OSiR

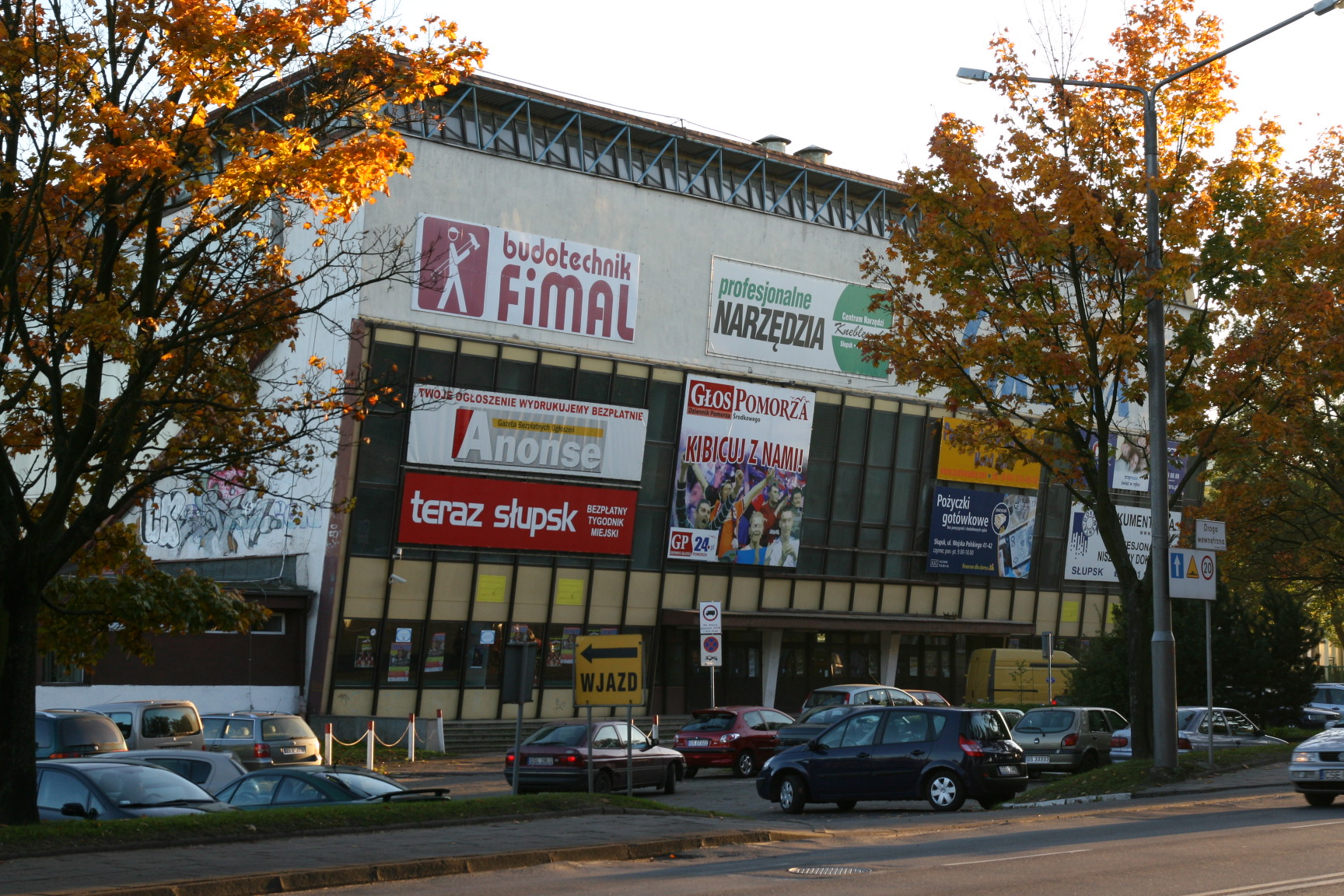
Słupsk, w hali Gryfia rozgrywał mecze

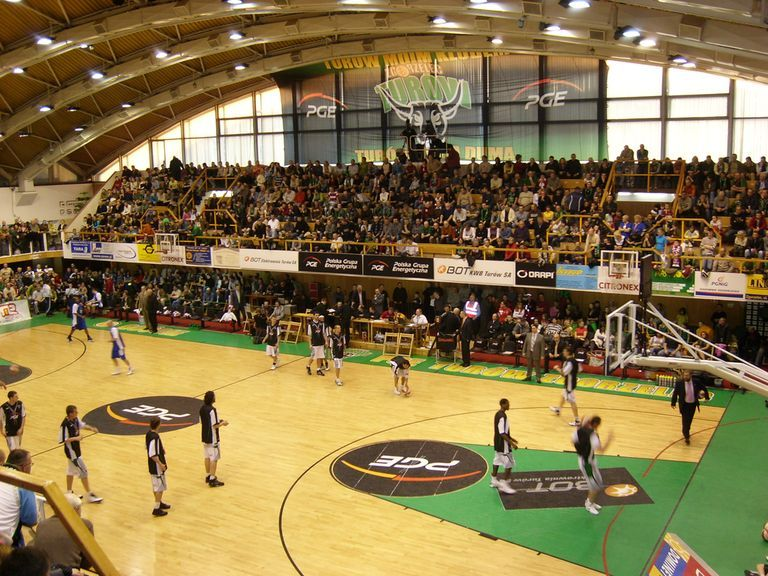
Zgorzelec, w tej hali rozgrywał mecze

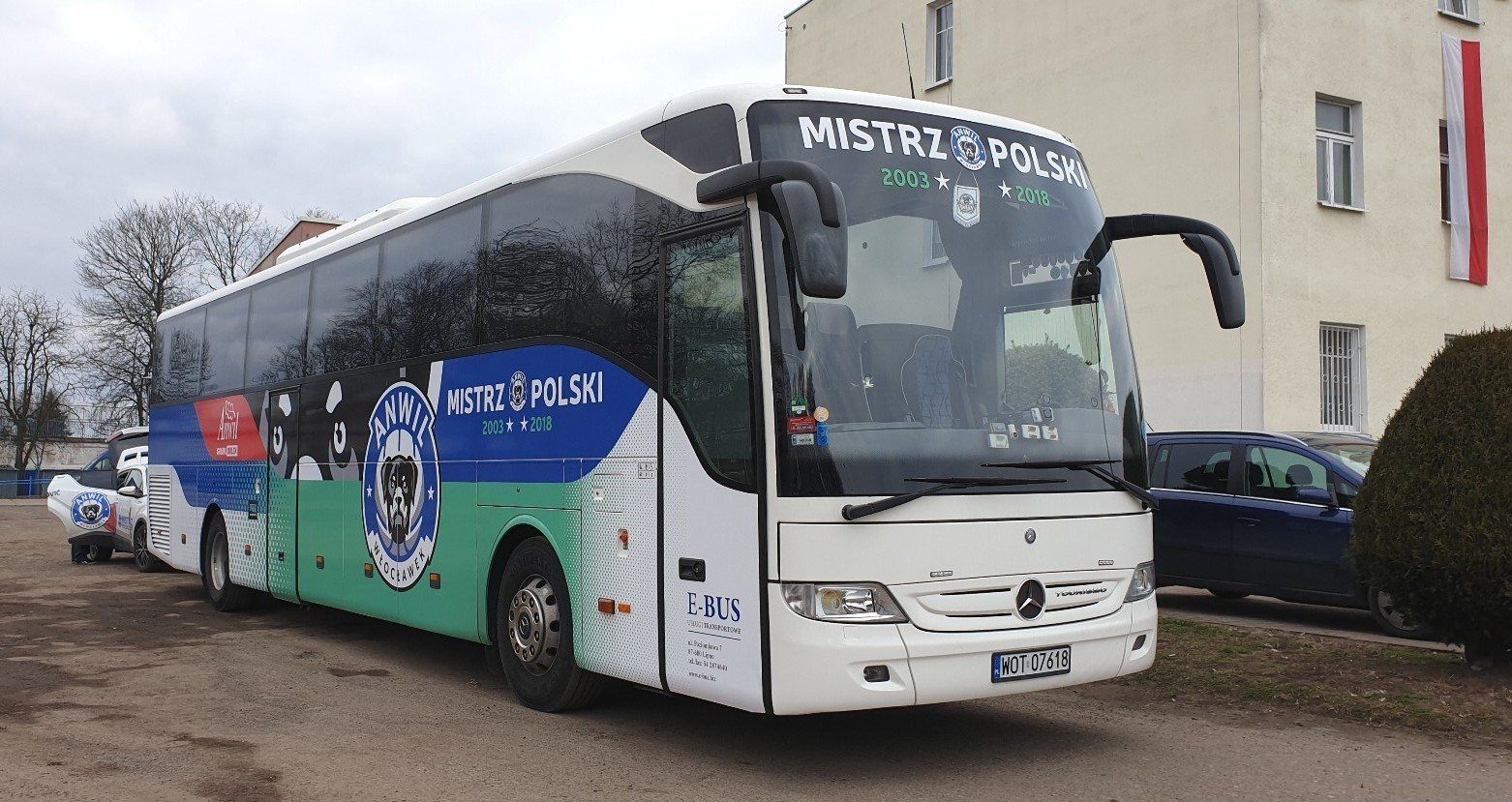
Grudziński w podróżach z Anwilem

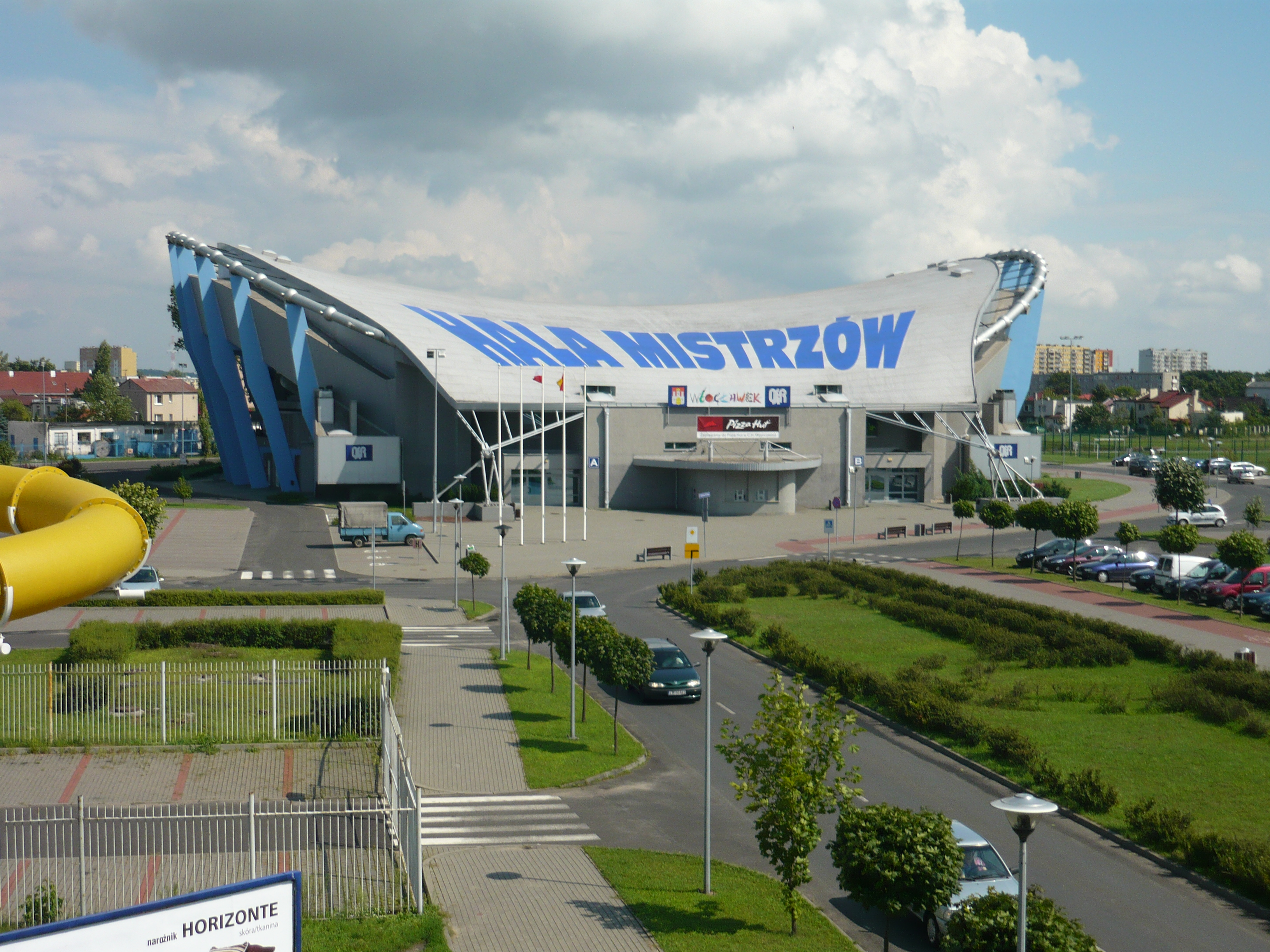
Włocławek, w tej hali rozgrywał mecze

| Nr | Poz. | Nar.              | Nazwisko i imię        | Data urodzenia | Wzrost | Masa ciała |
| -- | ---- | ----------------- | ---------------------- | -------------- | ------ | ---------- |
| 7  | S    | Polska            | Cieliński, Marek       | 1969-04-25     | 198 cm |            |
| 5  | R    | Polska            | Dubij, Wiesław         | 1970-10-06     | 185 cm |            |
| 12 | C    | Stany Zjednoczone | McNaull, Joseph        | 1972-06-23     | 208 cm |            |
| 11 | R    | Polska            | Szczerbala, Robert     | 1971-01-09     | 172 cm |            |
| 14 | S    | Polska            | Morkowski, Robert      | 1974-08-21     | 200 cm |            |
| 4  | R    | Polska            | Sobczyński, Marek      | 1963-10-29     | 194 cm |            |
| 15 | S    | Polska            | Wiekiera, Paweł        | 1978-01-14     | 205 cm |            |
| 15 | C    | Polska            | Grudziński, Wiktor     | 1978-04-09     | 208 cm |            |
| 6  | C    | Polska            | Wilangowski, Krzysztof | 1965-03-30     | 210 cm |            |
| 13 | R    | Stany Zjednoczone | Williams, Keith        | 1965-03-30     | 180 cm |            |

Trener:  Tadeusz Aleksandrowicz
 Asystenci: Krzysztof Koziorowicz

### Sezon 1997/1998 (rozgrywki w PLK)
W sezonie 1997/1998 rozegrał w Stargardzie Szczecińskim 20 spotkań
| Nr | Poz. | Nar.              | Nazwisko i imię       | Data urodzenia | Wzrost | Masa ciała |
| -- | ---- | ----------------- | --------------------- | -------------- | ------ | ---------- |
| 7  | S    | Polska            | Cieliński, Marek      | 1969-04-25     | 198 cm |            |
| 5  | R    | Polska            | Dubij, Wiesław        | 1970-10-06     | 185 cm |            |
| 13 | C    | Rosja             | Griszajew, Siergiej   | 1961           | 208 cm |            |
| 15 | C    | Polska            | Grudziński, Wiktor    | 1978-04.-9     | 208 cm |            |
| 12 | S    | Polska            | Ignatowicz, Piotr     | 1975-02-7      | 198 cm |            |
| 3  | R    | Polska            | Kościuk, Robert       | 1969-01-17     | 186 cm |            |
| 14 | S    | Polska            | Morkowski, Robert     | 1974-08-21     | 200 cm |            |
| 11 | R    | Polska            | Szczerbala, Robert    | 1971-01-9      | 172 cm |            |
| 15 | S    | Polska            | Wiekiera, Paweł       | 1978-01-14     | 205 cm |            |
| 6  | C    | Stany Zjednoczone | Stern, Jeff           | 1968-08-24     | 208 cm |            |
| 4  | S/C  | Polska            | Price, Marzel         | 1963-10-29     | 206 cm |            |
| 8  | S    | Rosja             | Tanasiejczuk, Nikołaj | 1959-12-16     | 190 cm |            |
| 8  | S/R  | Stany Zjednoczone | Upshaw, Kelvin        | 1959-12-16     | 188 cm |            |
| ?  | S    | Polska            | Kurkianiec, Kamil     | 1980-01-13     | 190 cm |            |
| ?  | S    | Polska            | Krzemiński, Łukasz    | 1980-06-16     | 201 cm |            |

Trener:  Tadeusz Huciński
 Asystenci: Mieczysław Major

### Sezon 2004/2005 (rozgrywki w PLK)
W sezonie 2004/2005 rozegrał w Słupsku 26 spotkań
| nr  | Imię nazwisko      | data urodzenia       | wzrost | pozycja | narodowość        |
| --- | ------------------ | -------------------- | ------ | ------- | ----------------- |
| 4.  | Piotr Pluta        | 1 września 1981      | 193    | SG      | Polska            |
| 5.  | Łukasz Chelis      | 1 października 1984  | 199    | SF/PF   | Polska            |
| 6.  | Rafał Frank        | 4 kwietnia 1980      | 200    | SF/PF   | Polska            |
| 7.  | Matija Cesković    | 20 maja 1981         | 192    | SG      | Chorwacja         |
| 8.  | Marco Spears       | 26 września 1979     | 195    | SG/SF   | Stany Zjednoczone |
| 9.  | Łukasz Seweryn     | 26 października 1982 | 196    | SG/SF   | Polska            |
| 10. | Ted Berry          | 4 czerwca 1972       | 189    | PG      | Stany Zjednoczone |
| 11. | Rusłan Bajdakow    | 9 stycznia 1974      | 202    | PF/C    | Białoruś          |
| 13. | Dawid Obrzut       | 7 listopada 1985     | 201    | PF      | Polska            |
| 14. | Wiktor Grudziński  | 9 kwietnia 1978      | 208    | C       | Polska            |
| 15. | Wojciech Majchrzak | 7 lutego 1974        | 198    | SF      | Polska            |

### Sezon 2005/2006 (Dominet Basket Liga)
W sezonie 2005/2006 rozegrał w Zgorzelcu 11 spotkań
| Imię i nazwisko      | Data urodzenia | Wzrost | Pozycja                            | Obywatelstwo      |
| Michael Ansley       | 1967-02-08     | 203    | silny skrzydłowy                   | Stany Zjednoczone |
| Rafał Bigus          | 1976-07-12     | 215    | środkowy                           | Polska            |
| Bartosz Bochno       | 1988-03-13     | 188    | rzucający                          | Polska            |
| Ernest Brown         | 1979-05-17     | 213    | środkowy                           | Stany Zjednoczone |
| Alvin Cruz           | 1982-04-24     | 186    | rozgrywający                       | Portoryko         |
| Adrian Czerwonka     | 1981-03-30     | 196    | niski skrzydłowy                   | Polska            |
| Daryl Greene         | 1980-04-16     | 185    | rozgrywający, rzucający            | Stany Zjednoczone |
| Wiktor Grudziński    | 1978-04-09     | 208    | silny skrzydłowy, środkowy         | Polska            |
| Radosław Hyży        | 1977-02-08     | 204    | silny skrzydłowy                   | Polska            |
| Māris Ļaksa          | 1981-09-08     | 202    | niski skrzydłowy, silny skrzydłowy | Łotwa             |
| Sebastian Machowski  | 1972-01-18     | 200    | niski skrzydłowy                   | Niemcy            |
| Tony Mitchell        | 1982-11-25     | 180    | rozgrywający, rzucający            | Stany Zjednoczone |
| Yann Mollinari       | 1975-03-22     | 188    | rozgrywający                       | Francja           |
| Kevinn Pinkney       | 1983-10-20     | 206    | silny skrzydłowy                   | Stany Zjednoczone |
| Andrzej Pluta        | 1974-04-26     | 182    | rzucający                          | Polska            |
| Hubert Radke         | 1980-10-25     | 208    | środkowy                           | Polska            |
| Srdan Subotić        | 1980-02-27     | 193    | rozgrywający, rzucający            | Chorwacja         |
| Wojciech Szawarski   | 1976-08-02     | 195    | rzucający (kapitan)                | Polska            |
| Kostas Wanopulos     | 1988-06-27     | 200    | niski skrzydłowy                   | Polska            |
| Janavor Weatherspoon | 1980-10-24     | 186    | rozgrywający, rzucający            | Stany Zjednoczone |
| Edward Żak           | 1978-03-25     | 188    | rzucający                          | Polska            |

## Życie prywatne

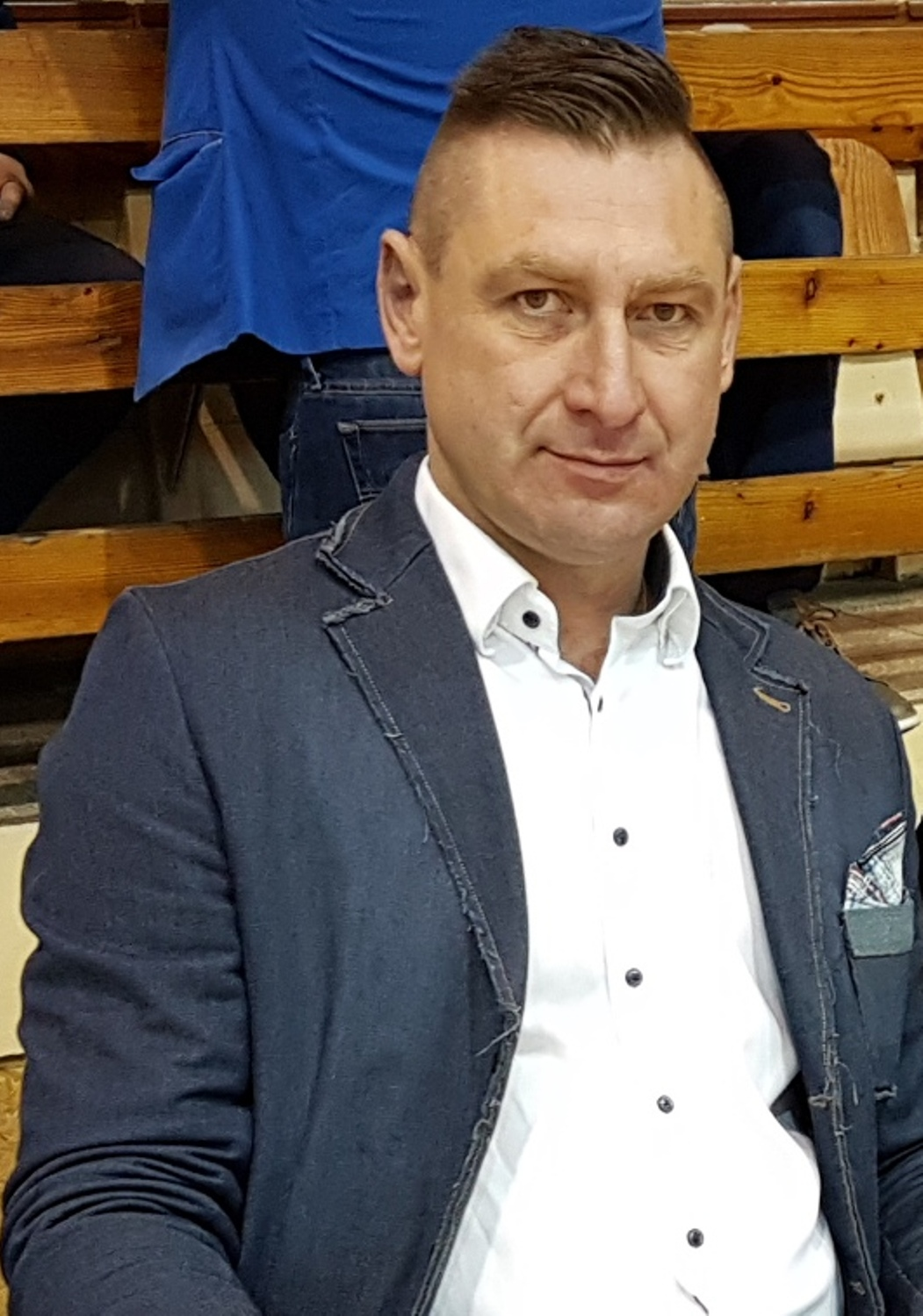
Wiktor Grudziński

Wiktor Grudziński mieszka w Stargardzie od 1978 r., gdzie ukończył szkołę podstawową i średnią. Jako 11-letni chłopiec zainteresował się koszykówką. Szybko zaczął pokonywać kolejne szczeble kariery sportowej. Już wtedy próbował alkoholu. W wieku 16 lat zmarła mu matka. W wieku 19 lat podpisał swój pierwszy zawodowy kontrakt. Później grał w kilku ekstraklasowych klubach. Grając, trenując, w przerwach pomiędzy meczami i treningami – alkohol był z nim i ostatecznie zrujnował jego karierę. Ojciec dwójki dzieci, córka Maja, syn Dominik. Angażował się z byłą żoną Anną w akcje charytatywne, ostatecznie się rozwiedli. 
W 2010 r. startował w wyborach samorządowych z listy Komitetu Wyborczego Wyborców Sławomira Pajora - Stargard XXI. Starał się o mandat radnego powiatu stargardzkiego, ale bezskutecznie. Był zatrudniony w stargardzkim Ośrodku Sportu i Rekreacji. Następnie mieszkał i pracował w Londynie, często wracał do Stargardu, gdzie powrócił do gry w koszykówkę w PGE Spójni II w rozgrywkach III ligi. 

W radiowym wywiadzie 19 stycznia 2022 r., w telewizyjnym 3 maja 2022 r. oraz na spotkaniu 26 czerwca 2022 r. ze stargardzką młodzieżą powiedział:

Z piłką koszykową przeszedłem całe swoje życie i zakochałem się w niej od pierwszego wejrzenia. Choroba alkoholowa odebrała mi szansę na rozwój kariery. Stała się źródłem innych problemów. Z czasem zrozumiałem, że muszę stawić czoła swoim słabościom. Miałem dosyć tego życia na wiecznym kacu, stanów lękowych, braku sił, by realizować swoje plany i marzenia. Zauważyłem, że bez alkoholu nie mogę funkcjonować. Zrozumiałem, że jestem alkoholikiem. Zdecydowałem, że pójdę na terapię. Zaraz mijają trzy lata i jestem trzeźwy. Dzisiaj mam 44 lata. Nadal kocham koszykówkę, nawet niedawno ponownie zagrałem, tym razem w III lidze wraz z synem Dominikiem. Wspaniałe uczucie. Odbudowuję relacje z rodziną, 24-letnim synem Dominikiem i 16-letnią Mają, a także ze znajomymi i dawnymi kibicami, których zawiodłem. Stronię od imprez, na których leje się alkohol. Wiem, że moi dawni kompani od kieliszka dziwnie teraz na mnie patrzą. Ale nie przejmuję się tym i robię swoje, bo chcę znów normalnie żyć. Dziś moje dzieci mówią, że są dumne z taty. Moja walka z tym okropnym nałogiem cały czas trwa. I nieważne, czy pijesz, palisz, jesteś uzależniony od gier komputerowych czy gry w kasynie. Każde uzależnienie to choroba, z którą trzeba walczyć.